# George Washington Williams
Pour les articles homonymes, voir George Williams et Williams.
George Washington Williams, né le 16 octobre 1849 à Bedford Springs, Pennsylvanie, mort le 2 août 1891 à Blackpool, Angleterre, est un pasteur chrétien baptiste, avocat, historien américain. Il est connu pour être le premier à avoir dressé une histoire scientifique des Afro-Américains.

## Biographie

### Jeunesse et formation
George Washington Williams est le fils d'un ouvrier Thomas et d'Ellen Rouse Williams tous deux afro-américains. À 14 ans, il s'échappe de sa famille et s'inscrit dans l'armée et combat aux côtés des troupes de l'Union durant la Guerre de Sécession sous un nom d'emprunt.

### Carrière
Après cette guerre, Williams part au Mexique parmi les Américains qui rejoignent l'armée républicaine sous le commandement du général Espinosa, pour renverser l'empereur Maximilien. Il est nommé lieutenant, apprend un peu d'espagnol et se forge une réputation de bon tireur. Il retourne aux États-Unis au printemps 1867.
Après la guerre il étudie la théologie à Cambridge, Massachusetts.
Il est ordonné pasteur baptiste et exerce son pastorat à Boston et à Cincinnati en Ohio. 
Il devient ensuite avocat et sera le premier afro-américain à être élu à l'Assemblée générale de l'Ohio. 

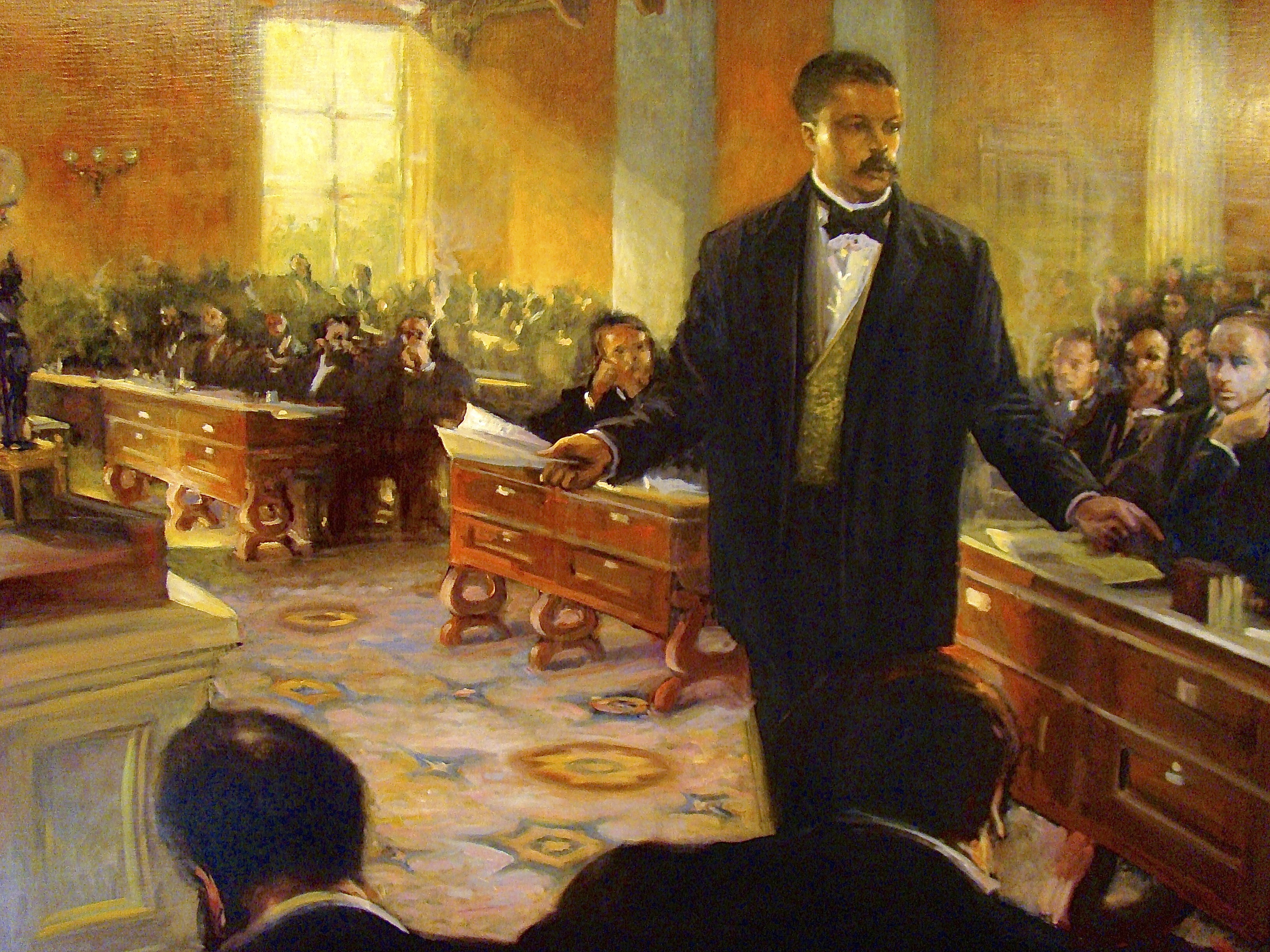
George Washington Williams s'adressant à l'Assemblée législative de l'Ohio

#### Historien
Son travail le plus notoire est celui d'historien. Il est l'auteur de la première histoire des Afro-Américains aux États-Unis, qui est publiée en deux volumes : History of the Negro Race in America 1619–1880 en 1882, 1883, ouvrant ainsi un nouveau champ de l'historiographie américaine. Dans son entreprise d'historien des Afro-Américains, il est suivi par Carter G. Woodson, W. E. B. Du Bois, sa rigueur d'historien est honoré par John Hope Franklin qui le fera redécouvrir à partir d'un article de 1946 et lui consacrera une biographie,. En outre, il a écrit un livre sur les United States Colored Troops, traitant de la participation des Afro-Américains à la guerre de Sécession : A History of Negro Troops in the War of Rebellion (1887).

#### Rencontre avec Léopold II de Belgique
En 1889, Williams a une entrevue avec le roi Léopold II de Belgique. À ce moment-là, l'État indépendant du Congo vient d'être créé, le roi des Belges en est son Roi-Souverain depuis quatre ans à peine. Malgré les objections du monarque, Williams se rend en Afrique centrale voir les conditions de vie des Congolais. Les Congolais le surnomment Mundele Ndombe, « le blanc noir », à cause de ses origines métisses[Quoi ?]. C’est durant cet épisode de sa vie, que se déroule l’adaptation de Tarzan de 2016, qui a été réalisée par David Yates et dans laquelle il apparaît sous les traits de l'acteur Samuel L. Jackson.

#### Lettre ouverte au roi des Belges
Williams écrit alors « une lettre ouverte à sa Majesté sereine Léopold II, roi des Belges et souverain de l'État indépendant du Congo » (An Open Letter to His Serene Majesty Léopold II, King of the Belgians and Sovereign of the Independent State of Congo). Dans cette lettre, il condamne l'oppression coloniale que subissent les populations congolaises. Il mentionne aussi le rôle joué par Henry Morton Stanley, envoyé au Congo par le roi, en dupant et en maltraitant les Africains. Williams rappelle également au roi que tous les crimes commis l'étaient en son nom, le rendant ainsi aussi coupable des exactions. Il fait appel à la communauté internationale de l'époque et il est le premier à avoir demandé la création d'une « Commission internationale pour étudier les faits ci-dessus proférés au nom de l'humanité... ».

### Vie personnelle
George Washington Williams décède en 1891 à Blackpool, au Royaume-Uni des suites de la tuberculose et d'une pleurésie.

## Œuvres
- (en-US) History of the Negro Race in America from 1619 to 1880, volume 1 : Negroes as Slaves, as Soldiers, and as Citizen, Putnam's Sons, 1882, 515 p. (lire en ligne),
- (en-US) History of the Negro Race in America from 1619 to 1880, volume 2, Putnam's Sons, 1883, 641 p. (lire en ligne),

Ainsi que de :
- (en-US) A History of the Negro Troops in the War of the Rebellion, 1861-1865, Harper & brothers, 1888, 401 p. (lire en ligne),

### Notices dans des encyclopédies et des manuels de références
- (en-US) American national biography, volume 23, Oxford University Press, USA, 1990, 899 p. (ISBN 0195206355, lire en ligne), p. 459-461,
- (en-US) Rachel Kranz & Philip J. Koslow, The Biographical Dictionary of African Americans, Facts on File, 1998, rééd. 1 mai 1999, 313 p. (ISBN 9780816039043, lire en ligne), p. 265-266,
- (en-US) R. Kent Rasmussen, The African American encyclopedia, volume 9, Cavendish Square Publishing, 2001, 2704 p. (ISBN 9780761472087, lire en ligne), p. 2698-2699,
- (en-US) Encyclopedia of African-American culture and history, volume 5, Macmillan Reference USA, 2006, 2377 p. (ISBN 9780028658162, lire en ligne), p. 2303-2304,

### Essais
- (en-US) John Hope Franklin, George Washington Williams: A Biography, Duke University Press Books, 1985, rééd. 29 septembre 1998, 400 p. (ISBN 9780822321644, lire en ligne)[10],

### Articles
- (en-US) John Hope Franklin, « George Washington Williams, Historian », The Journal of Negro History, Vol. 31, No. 1,‎ janvier 1946, p. 60-90 (31 pages) (lire en ligne),
- (en-US) John Hope Franklin, « George Washington Williams and the Beginnings of Afro-American Historiography », Critical Inquiry, Vol. 4, No. 4,‎ été 1978, p. 657-672 (16 pages) (lire en ligne),
- (en-US) John Hope Franklin, « Afro-American Biography: The Case of George Washington Williams », Proceedings of the American Philosophical Society, Vol. 123, No. 3,‎ 18 juin 1979, p. 160-163 (4 pages) (lire en ligne),
- (en-US) James A. Banks, « African American Scholarship and the Evolution of Multicultural Education », The Journal of Negro Education, Vol. 61, No. 3,‎ été 1992, p. 273-286 (14 pages) (lire en ligne),